# フォルスコリン
フォルスコリン（英: Forskolin）は、インド原産の植物であるコレウス・フォルスコリにより産生されるラブダンジテルペンである。ホルスコリンあるいはコレオノール（Coleonol）とも呼ばれる。ホルスコリンは、一般に細胞生理学の研究や実験でサイクリックAMP（cAMP）の濃度を上げるためによく利用されている。ホルスコリンは、アデニリルシクラーゼの酵素活性化とcAMPの細胞内濃度を高めることによって細胞受容体を再活性化する。cAMPは、ホルモンおよびその他の細胞外シグナルに対して細胞が適切な生物学的応答に必要な重要な信号伝達を行う。これは、視床下部又は下垂体軸における細胞の情報伝達のために必要とされ、さらにホルモンのフィードバック制御に必要とされる。サイクリックAMPは、プロテインキナーゼAとEpacのようなcAMPに反応する経路を活性化する役割をする。

## 生合成
天然の大型のジテルペン類の他の類似体と同様に、ホルスコリンはゲラニルゲラニルピロリン酸（GGPP）から生成される。ホルスコリンは、複素環を形成するテトラヒドロピランの存在を主要な要素として、いくつかの特徴のある機能的な要素が含まれている。カルボカチオンを媒介した環化によって形成されるトランス縮合炭素環が形成された後にこの環状化合物が生成される。残りの3級カルボカチオンは、水の分子によって消滅される。脱プロトン化の後で、残りのヒドロキシル基は複素環を自然に形成する。この環は、二リン酸が失われることによって形成されるアリルカルボカチオン上にアルコールの酸素の攻撃によって、または二リン酸の置換のようにSN2反応により形成される。これがホルスコリンの主要環Aを形成する。主要環Aの残りの形成は、更なる酸化とホルスコリンに見られるようにケトンと酢酸エステル部分をエステル化するポリオールBを形成する一連の酸化反応として理解され得る。生合成遺伝子群が解明されていないので、この推定された合成経路は、ほぼ任意の順序で発生しうる酸化とエステル化の反応の流れのうえで不正確かもしれない。

## 医療面での利用の可能性
ロリプラムに加えてホルスコリンは、大腸癌細胞の増殖および生存を阻害する可能性がある。また、これら2つの薬剤は、共同して神経組織の長期増強をもたらす。ホルスコリンは血管拡張作用がある。
現在までに、ホルスコリンの減量の補助剤としての効果を調べる2以上の臨床試験が行われた。1つの研究のみが査読の対象となって、医療学術雑誌に掲載された。また、この臨床研究では、ホルスコリンの効果として、太りすぎや肥満の男性での顕著な体の引き締まり、骨量およびテストステロンの増加が認められた。この研究は、ホルスコリンのボディービル用のサプリメントとしてのマーケティングにつながっている。ホルスコリンは、緑内障の根本的な原因を管理するために役立つかもしれない。
ホルスコリンの使用が眼圧を低減させることがあるが、これはアデニル酸シクラーゼ活性を刺激し、眼球から内部の液体を外部に移動させるのに必要な細胞エネルギーのために必要な重要な酵素を調節し性化するcAMPを増加させるなど独自の能力が原因である可能性がある。紫外線による日焼けに対して肌の自然な抵抗力を高める（以下のリンクを参照）。局所的に塗布されたときに日焼け反応を促進する。尿路感染症を減少させ、通常生存する細菌を殺す抗生物質の能力を高める。
ホルスコリンは、cAMP濃度を増加させることによって、神経修復の促進に利用することができる。ホルスコリンは、線維芽細胞成長因子または ベータ形質転換成長因子とともに、培養中のシュワン細胞の増殖を活性化又は良好に制御することができる。パーキンソン病、外傷や事故による神経損傷などの疾患の治療における補助としてホルスコリンを使用した様々な実験的研究が進行中である。